# Universität Skopje
Die Universität Skopje (vollständiger Name: mazedonisch Универзитет „Св. Кирил и Методиј“ - Скопје Universität „Heiliger Kyrill und Method“ - Skopje) ist Stand 2019 mit etwa 25.220 Studierenden die größte Universität Nordmazedoniens. Sie wurde 1949 durch einen Beschluss des Antifaschistischen Rat der Volksbefreiung Mazedoniens als Nachfolger der 1943 eröffneten bulgarischen Zar Boris III. Universität gegründet und nach den Slawenaposteln Kyrill und Method benannt. Derzeitige Rektorin ist Prof. Dr. Biljana Angelova.
Das Angebot an Studienfächern umfasst zahlreiche technische, geisteswissenschaftliche, medizinisch-biologische und künstlerische Fachrichtungen, Sprachen, Sozialwissenschaften, Geschichte, Kulturwissenschaften, Jura, Wirtschaftswissenschaften und Agrarwissenschaften.
Zur Universität gehören auch Institute außerhalb der Stadt Skopje: In Štip befindet sich das Institut für Bergbau und Geologie sowie eine der beiden erziehungswissenschaftlichen Fakultäten, in Kočani das Institut für Reisanbau.
Die 1977 gegründete Orthodoxe Theologische Fakultät Skopje gehört seit 2009 zur Universität und hat den Status eines begleitenden Mitglieds.
Die Universität Skopje ist Mitglied der International Association of Universities und Mitglied im Netzwerk der Balkan-Universitäten.

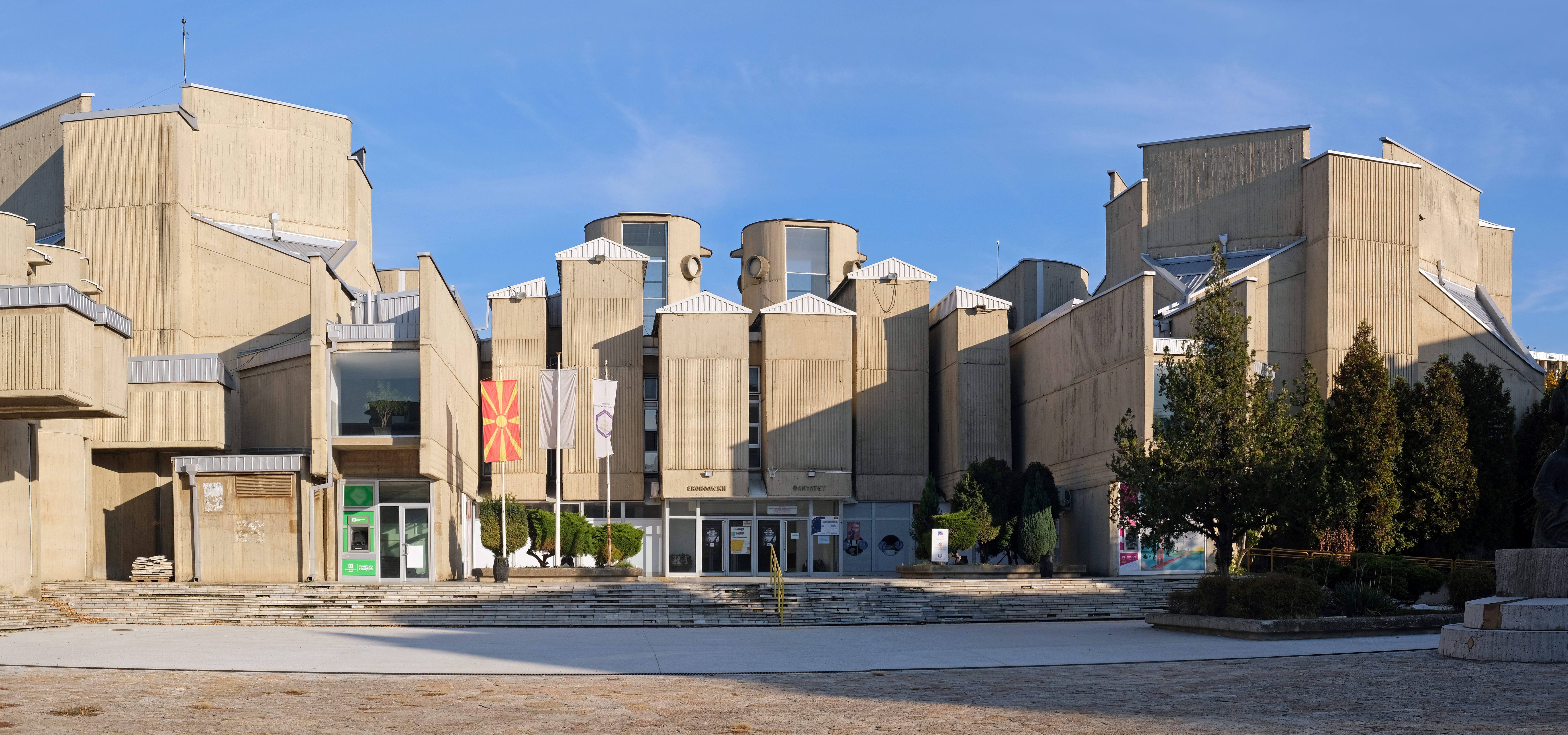
Gebäude der Universität Skopje
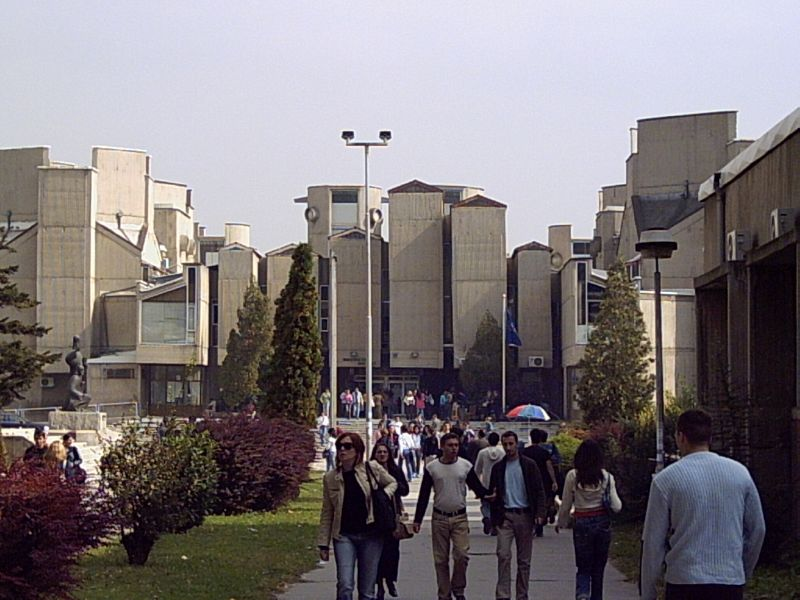